# Adolf Stand
Adolf Stand (21. května 1870 Lvov – 20. prosince 1919 Vídeň) byl rakouský sionistický politik židovské národnosti z Haliče, na počátku 20. století poslanec Říšské rady.

## Biografie
Od 80. let 19. století se přiklonil k sionismu. Byl aktivní při zakládání sionistických spolků a vydával polskojazyčný čtrnáctideník Przyszłość. Kromě toho později vydával ročenku Rocznik Żydowski. Patřil mezi spolupracovníky Theodora Herzla a označoval se za jeho žáka. Pomáhal mu v Haliči organizovat sionistické hnutí a patřil mezi jeho zakladatele. Vynikal jako řečník. Měl hluboké znalosti polské a německé kultury. Počátkem 20. století ovšem odmítal Herzlem podporovaný Ugandský plán (usídlení Židů v britské východní Africe) a trval na židovské kolonizaci osmanské Palestiny.
Na počátku 20. století se zapojil i do celostátní politiky. Ve volbách do Říšské rady roku 1907, konaných poprvé podle všeobecného a rovného volebního práva, získal mandát v Říšské radě (celostátní zákonodárný sbor) za obvod Halič 31. K roku 1907 se profesně uvádí jako novinář. Představoval jednoho z několika poslanců Židovské národní strany. Byl členem poslanecké frakce Židovský klub.
Na počátku první světové války utekl před postupující ruskou armádou z Haliče do Vídně. Byl členem rakouského vedení sionistické organizace, ale jen složitě přivykal životu v hlavním městě. Na konci války se stal předsedou míse východohaličské národní rady ve Vídni.
Po roce 1945 byla objevena jeho korespondence s Herzlem a uložena v sionistickém archivu v Jeruzalémě. V roce 1942 v Tel Avivu vyšel výbor z jeho díla Kitvej Stand.